# Giovanni Rasori

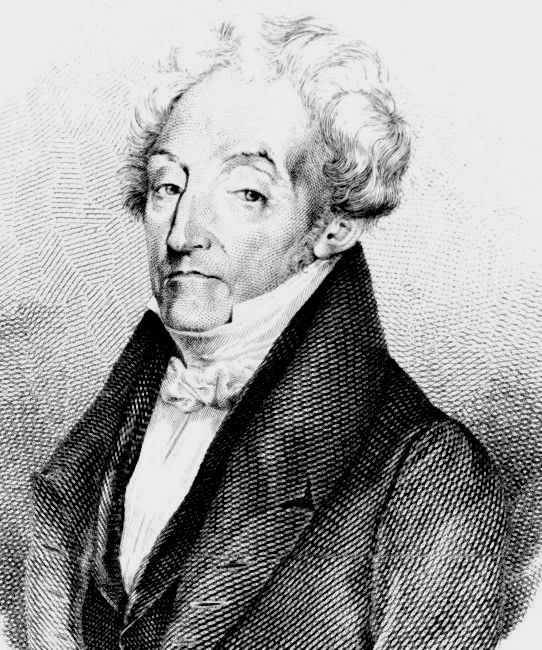
Giovanni Rasori

Giovanni Rasori (* 20. August 1766 in Parma; † 12. April 1837 in Mailand) war ein italienischer Arzt.

## Leben und Wirken
Rasori war der Sohn des Direktors der Krankenhausapotheke von Parma. Er begann seine Studien an der Universität dieser Stadt und erregte dabei das Interesse des Herzogs von Parma Ferdinand von Bourbon. Dieser ermöglichte es ihm, seine Studien drei Jahre in Florenz bei Felice Fontana, zwei Jahre in Pavia und schließlich zwei Jahre (1793–1795) in England u. a. bei dem Chirurgen John Hunter fortzusetzen. Rasori war vom Klima der Aufklärung und von der vorrevolutionären Ära fasziniert. 1795 ließ er sich in Mailand nieder. 1796 ernannte man ihn an Antonio Scarpas Stelle zum Dekan der Universität Pavia und zum Professor für Pathologie.
In der Cisalpinischen Republik wurde Rasori 1797 Sekretär des Innenministers Tadini in Mailand. 1799 im Zweiten Koalitionskrieg verließ er die Stadt zusammen mit den Franzosen und er kehrte 1801 nach der Schlacht bei Marengo zurück. Er wurde Chefarzt am Militärkrankenhaus und lehrte von 1806 bis 1814 medizinische Klinik am Ospedale Maggiore.  Wegen seiner Beteiligung an einer Verschwörung gegen die Österreicher verlor er 1814 seine Stellung und er wurde bis 1818 eingesperrt. Nach seiner Freilassung war er nur noch als Arzt tätig.

## Contrastimulus
Rasori machte sich zunächst die Erregungstheorie des schottischen Arztes John Brown (1735–1788) zu eigen, die jede Krankheit entweder als „sthenia“, d. h. Überreizung, oder „asthenia“, die Unfähigkeit, auf Reize zu reagieren definierte. Demgemäß wurde die Therapie auf die Anwendung anregender und dämpfender Mittel reduziert.
Bei einer schweren Thyphusepidemie in Genua 1799 konnte Rasori Browns Theorie in der Praxis in großem Maßstab anwenden. Er war jedoch von den Ergebnissen enttäuscht und erweiterte das Brown’sche System, indem er dem Zustand der „sthenie“ die Bezeichnung „diathesis di stimulo“ und dem Zustand der „asthenie“ die Bezeichnung „diathesis di contrastimulo“ gab. Um welchen Zustand es sich jeweils handle, könne nur durch die Wirkung des Heilmittels entschieden werden. Sein bevorzugtes Probemittel war der Aderlass, den er oft und reichlich anwandte.

## Werke (Auswahl)
- John Brown: Elementa medicinae. (Edinburgh 1780) Pavia 1792 (in italienischer Sprache).
- Storia della febbre epidemica di Genova negli anni 1799 e 1800.  Pirotta e Maspero, Mailand 1801 (anno IX) (deutsch Wien 1803; französisch Paris 1822) (Digitalisat)
- Opusculi di medicina clinica. Band I und II, G. Pirotta, Mailand 1830 (Digitalisat)
- Theorie de la phlogose de J. Rasori, traduite de l’Italien par Sirus Pirondi. Baillière, Paris 1839. Band I (Digitalisat) Band II (Digitalisat)
- Principii nuovi di terapeutica. Opera postuma. Band I und II. Ducale, Parma 1842 (Digitalisat)